# Carl Gustav Thilo
Carl Gustav Thilo (* 9. März 1829 in Gleiwitz; † 26. November 1885 in Frankfurt (Oder)) war Jurist und Mitglied des Deutschen Reichstags.

## Leben
Thilos Vater war der Partikulier Moritz Thilo. Er besuchte das Gymnasium in Oppeln und studierte an der Universität Breslau Rechtswissenschaft. 1855 wurde er Gerichtsassessor und 1862 erst Staatsanwalt in Trebnitz und ab 1864 in Glatz. 1871 wurde er Kreisgerichtsdirektor in Delitzsch und dann 1879 erst Landgerichtspräsident in Neiße, ab 1882 in Frankfurt an der Oder. Er war der Verfasser eines Kommentars zum Preußischen Pressegesetz, eines Buches über die Preußische Disziplinargesetzgebung und über das Preußische Versammlungs- und Vereinsrecht.
Er saß 1867–1871 und 1873–1879 im Preußischen Abgeordnetenhaus und gehörte zur freikonservativen Partei. Er vertrat zunächst den Wahlkreis Breslau 8 (Neurode – Glatz), ab 1873 den Wahlkreis Merseburg 3. Von 1874 bis März 1880 war er Mitglied des Deutschen Reichstags für den Wahlkreis Merseburg 3 (Delitzsch, Bitterfeld) und der Deutschen Reichspartei.
Verheiratet war Thilo seit dem 3. Februar 1869 mit Elise Beyersdorf, Tochter des Kaufmanns Benedict Beyersdorf. Der Verwaltungsjurist Franz Thilo war sein Sohn.